# 秀肥
秀肥（1900年3月14日—1976年7月3日），越南诗人，原名胡仲孝，笔名「战斗笔」。

## 生平
秀肥祖籍乂安省，生于河内行函庯。他从小家境贫寒。1923年第一次在《越南青年杂志》上发表诗作。法属时期，秀肥曾任财政厅秘书，1932年参加“自力文团”，专门负责《风化》、《今日》等杂志上的《逆流》专栏，曾任越南文化艺术联合会副主席和越南第一、第二届作家协会执行委员会委员。1951年获越南文艺协会诗歌一等奖；1956年获越南文艺协会诗歌二等奖。

## 作品
秀肥的主要作品有诗集《逆流》、《抗战的微笑》、《无限的英勇》、《正义的微笑》、《秀肥诗选》等。